# Seo Min-jeong
Seo Min-jeong (tiếng Hàn: 서민정, Seo Min Jung, Suh Min Jung), sinh ngày 11 tháng 7 năm 1979 là một nữ diễn viên, VJ Hàn Quốc .

## Học vấn
Cô sống tại London, Anh trong thời gian học trung học.
Có một bằng cử nhân Luật, tốt nghiệp từ trường Ewha Womans University khoa Luật.

## Gia đình
Ngày 25/08/2007 cưới một Nha sĩ người Mỹ gốc Hàn Quốc là Ahn Sang Hoon (hơn cô 1 tuổi). Hiện cô đang chung sống cùng chồng và con gái (sinh năm 2008) tại New York - Mỹ.
Cô sinh hạ được một bé gái mùa hè năm 2008 tại Mỹ.

## Sự nghiệp nghệ thuật
Bắt đầu sự nghiệp năm 2000 trong vai trò dẫn chương trình cho 1 show ca nhạc (VJ) của kênh truyền hình cáp NTV.
Năm 2002, tham gia bộ phim sitcom The Honest Living (SBS, 5/11/2002 - 31/10/2003, vai No Min Jeong) .
Năm 2005 tham gia bộ phim điện ảnh Jenny & Juno trong vai phụ (Chị gái Jenny), tham gia bộ phim truyền hình của đài SBS: Cơn bão mùa hè trong vai Yoo-ran bạn thân của nhân vật chính (28/05/2005 - 24/09/2005).
Từ 06/11/2006 - 13/06/2007 tham gia bộ phim truyền hình sitcom của hãng MBC Gia đình là số một trong vai cô giáo Seo Min Jung.
Năm 2007 tham gia lồng tiếng bộ phim tài liệu '''Arctic Tale''' phiên bản Hàn Quốc.
Ngoài ra cô còn tham gia đóng nhiều clip Quảng cáo các hãng Sữa chuối, thẻ tín dụng, LG, uTorrent, nước cam và tham gia nhiều gameshow, MC ca nhạc trong thời gian còn ở Hàn Quốc.
25/08/2007 lấy chồng và sang Mỹ sinh sống, vì lý do chăm sóc gia đình nên cô quyết định từ bỏ sự nghiệp nghệ thuật và showbiz .

## Điểm nhấn
Trong sự nghiệp diễn xuất ít ỏi của mình, cô đã để lại dấu ấn trong vai diễn cô giáo Min Jung trong bộ phim Sitcom ăn khách Gia đình là số một phần 1.Đây là một nhân vật rất ngây thơ, đáng yêu và bất cẩn, cả tin trái ngược với tính cách ngoài đời của cô.Vai diễn này đã đem lại nhiều tiếng cười và cũng không ít nước mắt cho khán giả.
Cô còn được biết đến với người có giọng ca "Chaien" khi tham gia nhiều show giải trí.

## Giải thưởng
Năm 2005, cô đoạt giải thưởng cho MC Radio của hãng SBS .
Năm 2007 cô được trao tặng giải thưởng "Nụ hôn đẹp nhất" tại Mnet20 cùng Choi Min Yong.

## Góc ảnh
Đang chờ thêm